# Nafpaktia
Nafpaktia (tiếng Hy Lạp: ?) là một khu tự quản ở vùng Tây Hy Lạp, Hy Lạp. Khu tự quản Nafpaktia có diện tích 876 km², dân số theo điều tra ngày 18 tháng 3 năm 2001 là 26840 người.